# Мадагаскарско-французские отношения
Мадагаскарско-французские отношения — двусторонние дипломатические отношения между Мадагаскаром и Францией.

## История
В 1643 году Французская Ост-Индская компания достигла берегов Мадагаскара и основала поселение в южной части острова под названием Форт-Дофин (ныне известный как Тауланару), которое существовало до 1674 года. Многие французские пираты осели на Мадагаскаре и близлежащем острове Сент-Мари. В 1883 году французское правительство направило военную экспедицию на Мадагаскар, что в итоге переросло в вооружённый конфликт между коренным населением острова и французами, вошедшим в историю под названием Франко-малагасийские войны. По итогам войны Мадагаскар стал французским протекторатом, но почти сразу началась вторая фаза конфликта, так как королева Ранавалуна III подняла восстание. В 1895 году Ранавалуна III прекратила сопротивление и Мадагаскар окончательно стал частью Французской империи.
Во время Второй мировой войны Мадагаскар был под властью режима Виши. В мае 1942 года началась Мадагаскарская операция, военнослужащие Британской империи высадились на северной части Мадагаскара в районе города Анциранана. Британское правительство опасалось, что Япония может захватить Мадагаскар и использовать его в качестве военной базы для контроля над Индийским океаном. В ноябре 1942 года операция завершилась победой британцев и Режим Виши на этом острове пал. Вскоре после окончания Второй мировой войны Мадагаскар потребовал независимости от Франции. В марте 1947 года началось Мадагаскарское восстание, которое закончилось в декабре 1948 года разгромом повстанцев французскими войсками.
С 1958 года Мадагаскар стал добиваться большей автономии от своей метрополии. Франция предложила мадагаскарцам три варианта будущего страны на конституционном референдуме в сентябре 1958 года: стать заморской территорией; департаментом; союзным государством. Жители Мадагаскара проголосовали за третий вариант. Первый президент Мадагаскара Филибер Циранана сохранил союзническую связь с Францией, экономические и оборонные отношения были на высоте.
В настоящее время политические и культурные отношения между странами остаются сильными. Руководители обеих стран регулярно встречаются, Мадагаскар является бенефициаром экономической помощи от правительства Франции. На Мадагаскаре проживает несколько тысяч уроженцев Франции, а во Франции существует большая мадагаскарская диаспора.

## Торговля
В 2012 году объём товарооборота между странами составил сумму 632 млн евро. Экспорт Мадагаскара во Францию: текстиль, сельскохозяйственные и рыбные продукты. Экспорт Франции на Мадагаскар: механические и электрические приборы, пищевые продукты и напитки. Ряд французских многонациональных компаний представлены на Мадагаскаре, особенно в банковской, телефонной и энергетической отраслях, в частности такие, как: Crédit Agricole, Société Générale, Orange и Total.

## Дипломатические миссии
- У Франции имеется посольство в Антананариву[6].
- Мадагаскар содержит посольство в Париже, а также генеральные консульства в Марселе и Сен-Дени[7].